# بلایث، نورث‌آمبرلند
longitudeبلایث، نورث‌آمبرلندlatitudeبلایث، نورث‌آمبرلند
بلایث، نورث‌آمبرلند (به انگلیسی: Blyth, Northumberland) یک شهرک در بریتانیا است که در انگلستان واقع شده‌است.

## خصوصیات
بلایث ۳۵٬۸۱۸ نفر جمعیت دارد.

## خواهرخوانده
شهر زولینگن خواهرخواندهٔ بلایث، نورث‌آمبرلند هست.